# 蓋亞香腸

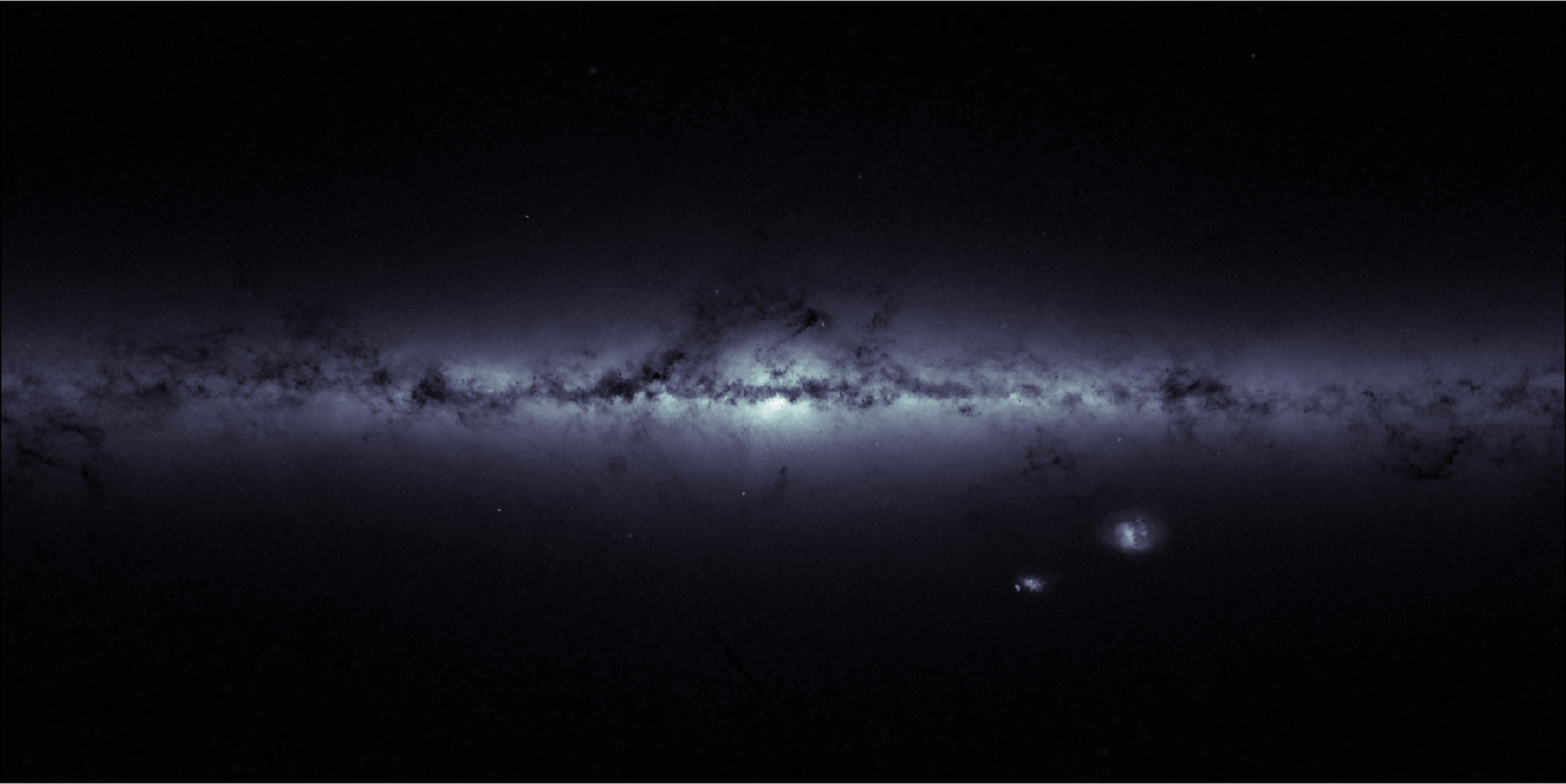
蓋亞跨越夜空的恆星密度圖。蓋亞香腸是看不見的，但是它的位置比隱帶更低。

蓋亞香腸或蓋亞-恩克拉多斯是大約80-110億年前與銀河系合併的矮星系（Sausage Galaxy、Gaia-Enceladus-Sausage、或Gaia-Sausage-Enceladus）的遺跡。銀河系中至少有8個球狀星團以及500億太陽質量的恆星、氣體和暗物質來自這個矮星系。它代表著銀河系最後一次重大的合併。

## 詞源
其所以被稱為蓋亞香腸，是因為在速度空間圖中，成員分布的特徵像香腸的形狀，特別是使用蓋亞任務的數據繪製的徑向（{\displaystyle {\boldsymbol {v}}_{r}}）與恆星（見球面坐標系）的方位角速度（{\displaystyle {\boldsymbol {v}}_{\theta }}）的曲線圖。與銀河系合併的恆星有高度細長的軌道。它們軌道的最外側點距離銀河系中心約20,000秒差距，這就是所謂的"暈斷裂"。這些恆星以前在依巴谷數據中見過，並被確認為起源於一個吸積星系。
"恩克拉多斯"這個名字是指神話中的巨人恩克拉多斯，他被埋葬在埃特納火山下，並引發了地震。因此，這個前星系被掩埋在銀河系中，並導致膨脹的厚圓盤。

## 成員

### 球狀星團
確定為前蓋亞香腸成員的球狀星團有M2、M56、M75、M79、NGC 1851、NGC 2298、NGC 5286。

### NGC 2808: 球狀星團還是舊核心？

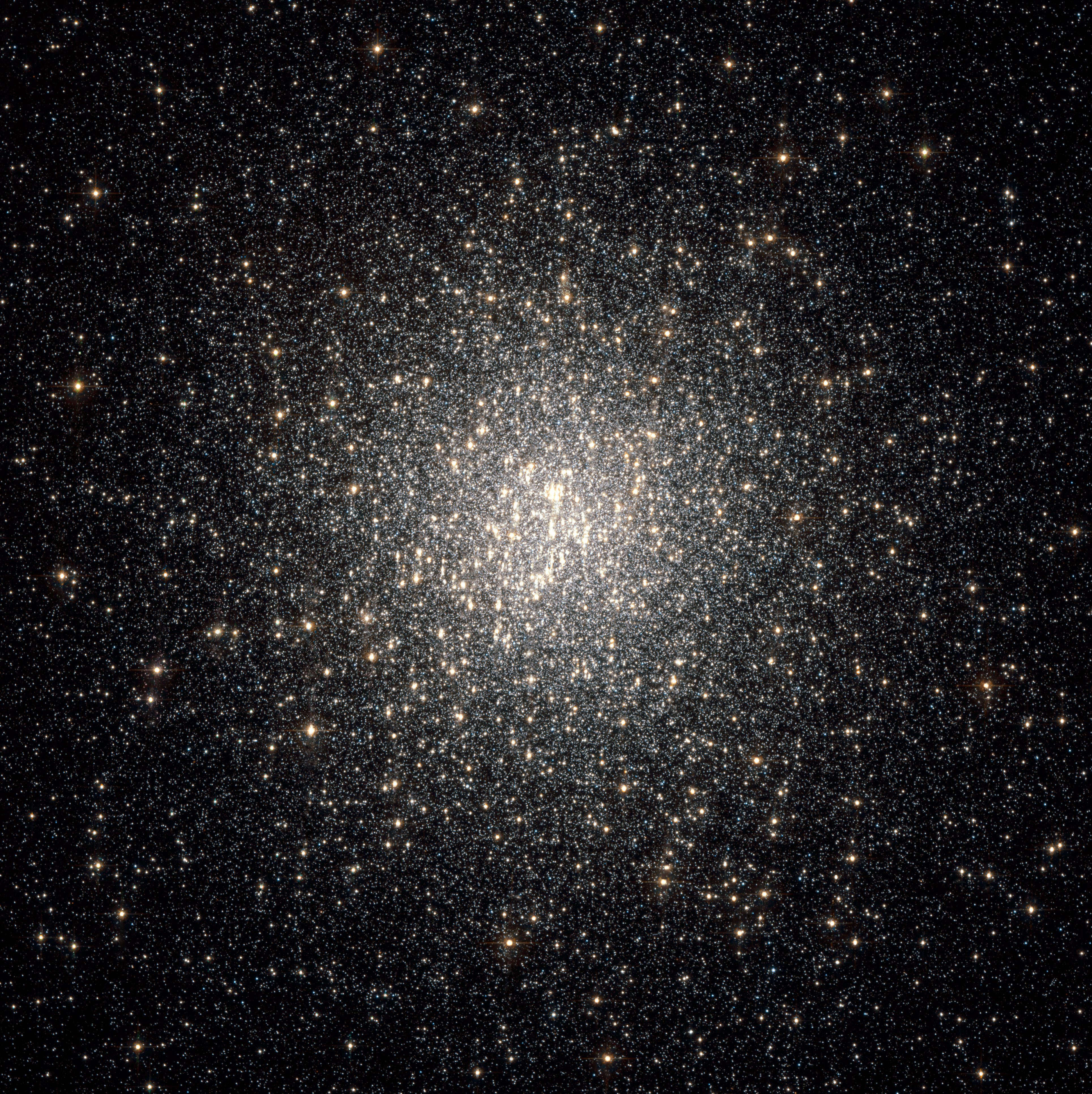
NGC 2808可能是蓋亞香腸的舊核心。

NGC 2808是蓋亞香腸類似球狀星團的成員。這個星團的成員全部都是在星團形成後2億年內誕生的三代恆星組成。
解釋三代恆星的一種理論是NGC 2808是蓋亞香腸的前核心。這也可以解釋超過一百萬顆恆星的異常，因為對於球狀星團來說，這樣的恆星數量是異常大的。

### 恆星
來自這個矮星系的恆星圍繞銀河系核心運行，其極端的離心率約為0.9。它們的金屬量通常也比其它暈星高，大多數恆星的[Fe/H]>為 -1.7dex，即至少為太陽值的2%。
"蓋亞香腸"重建了銀河系，它帶入銀河系的氣體觸發了新一輪的恆星誕生，補充了銀河盤面的恆星，使薄盤膨脹成為厚盤。來自矮星系的碎片提供了銀暈中大部分富含金屬的部分。

## 進階讀物
- Belokurov, V.; Erkal, D.; Evans, N.W.; Koposov, S.E.; Deason, A.J. . Monthly Notices of the Royal Astronomical Society. July 2018, 478 (1): 611–619. Bibcode:2018MNRAS.478..611B. arXiv:1802.03414 . doi:10.1093/mnras/sty982.
- Myeong, G.C.; Evans, N.W.; Belokurov, V.; Sanders, J.L.; Koposov, S.E. . The Astrophysical Journal Letters. April 2018, 856 (2): L26. Bibcode:2018ApJ...856L..26M. S2CID 73518200. arXiv:1802.03351 . doi:10.3847/2041-8213/aab613.
- Myeong, G.C.; Evans, N.W.; Belokurov, V.; Sanders, J.L.; Koposov, S.E. . April 2018. arXiv:1804.07050  [astro-ph.GA].
- Chaplin, William J.; Serenelli, Aldo M.; Miglio, Andrea; Morel, Thierry; Mackereth, J. Ted; Vincenzo, Fiorenzo; Kjeldsen, Hans; Basu, Sarbani; Ball, Warrick H.; Stokholm, Amalie; Verma, Kuldeep. . Nature Astronomy. Jan 13, 2020, 4 (4): 382–389  [2022-06-08]. Bibcode:2020NatAs...4..382C. ISSN 2397-3366. S2CID 210166431. arXiv:2001.04653 . doi:10.1038/s41550-019-0975-9. hdl:1721.1/128912. （原始内容存档于2022-03-21） （英语）.

## 外部連結
- YouTube上的Gaia Sausage Simulation YouTube
- Jocelyn Duffy. . Carnegie Mellon University. 4 July 2018  [2019-12-06]. （原始内容存档于2020-08-21）.
- Sarah Collins. . University of Cambridge. 4 July 2018  [2019-12-06]. （原始内容存档于2021-03-09）.